# Józef Nascimbeni
Giuseppe Nascimbeni (ur. 22 marca 1851 w Torri del Benaco, zm. 21 stycznia 1922 w Castelletto di Brenzone) – włoski duchowny, błogosławiony Kościoła katolickiego.

## Życiorys
Pochodził z rodziny muzyka. Ukończył seminarium duchowne w Weronie a w 1874 roku otrzymał święcenia kapłańskie. Nauczał w szkołach w Castelletto di Brenzone i San Pietro di Lavagno. Za namową biskupa koadiutora Werony w 1892 założył zgromadzenie Małych Sióstr Św. Rodziny. Został mianowany przez papieża Piusa X na infułata. Zmarł w wieku 70 lat. 17 kwietnia 1988 roku jego beatyfikacji dokonał papież Jan Paweł II.